# Grah
Grah (znanstveno ime Pisum sativum) je druga 
najpomembnejša stročnica, ki se uporablja v prehrani prebivalstva. Uporablja se lahko svež v obliki solat ali kuhan, podobno kot fižol. Od fižola se razlikuje po barvi in obliki zrna, zrno je okrogle oblike. Zgodovinsko je grah starejšega izvora kot fižol, arheologi menijo da je bil poznan pred več kot 2000 leti v prehrani ljudi in da je njegova domovina Azija. Obstaja mnogo vrst graha, na Slovenskem pa je najbolj cenjen veliki rumeni grah, ki ima zelo tanko kožico in veliki zeleni grah imenovan tudi »sladki« ali »cukrar«, ki je zelo primeren za konzerviranje oziroma vlaganje v kozarce. Grah vsebuje precej hranilnih snovi in veliko vitamina A ter kompletno skupino vitaminov B. Vsebuje tudi pomembne minerale, železo, fosfor, kalcij in še nekaj drugih. Vsakodnevno se v prehrani uporablja veliko in to v podobnih količinah kot fižol. Pri shranjevanju graha je pomembno, da pravočasno opazimo njegovega pogostega škodljivca grahovega žužka, ki lahko naredi veliko škodo.